# Cissus pseudocaesia
Cissus pseudocaesia är en vinväxtart som beskrevs av Gilg & Brandt. Cissus pseudocaesia ingår i släktet Cissus och familjen vinväxter. Inga underarter finns listade i Catalogue of Life.